# قلعه فریدون (کوهرنگ)
غریب آباد (قلعه آکرمعلی)(کوهرنگ) روستایی در دشت زرین بخش مرکزی شهرستان کوهرنگ در استان چهارمحال و بختیاری ایران است.

## جمعیت
این روستا در دهستان دشت زرین قرار دارد و براساس سرشماری مرکز آمار ایران در سال ۱۳۸۵، جمعیت آن ۳۱۵ نفر (۴۴خانوار) بوده‌است.